# Фінал чемпіонату Європи з футболу 2008
Фінал чемпіонату Європи з футболу 2008 — футбольний матч, що відбувся 29 червня 2008 року на стадіоні Ернст-Гаппель-Штадіон у Відні (Австрія) між збірною Німеччини і збірною Іспанії. Перемогу в цьому матчі здобула збірна Іспанії, і вона стала чемпіоном Європи-2008.
Матч розпочався о 20:45 за центральноєвропейським часом. Переможець отримав приз у розмірі €7 500 000.
За 10 хвилин до початку матчу відбулася церемонія закриття, в якій було задіяно 400 осіб, включаючи іспанського співака Енріке Іглесіаса, який виконав офіційну пісню чемпіонату Can You Hear Me.

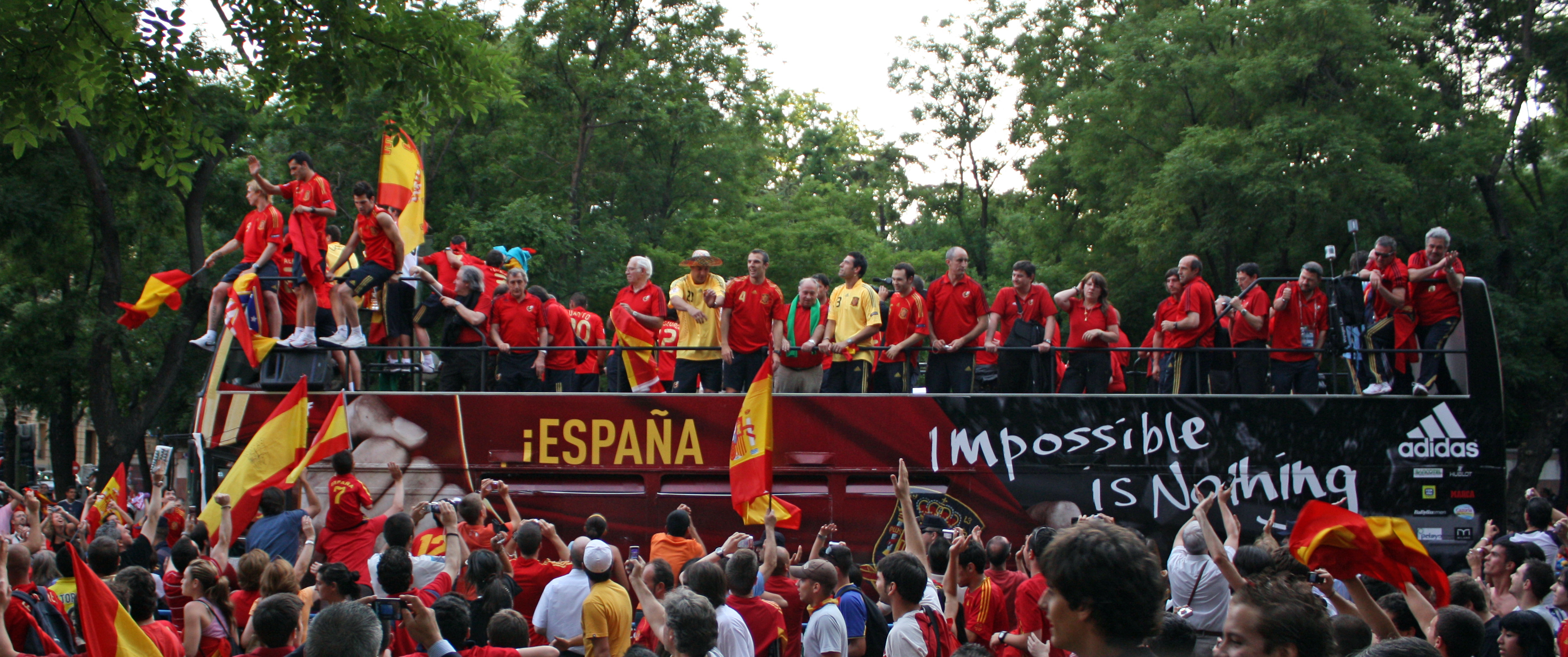
Збірну Іспанії вітають у Мадриді

## Шлях до фіналу

### Німеччина
Збірна Німеччини виступала у групі B, де її суперниками були збірні Австрії, Хорватії та Польщі. В першому матчі Німеччина переконливо перемогла поляків (2:0), але в наступному матчі поступилася Хорватії (2:1). Путівку до плей-оф довелося виборювати в останньому матчі, де була здобута важка перемога над австрійцями (1:0). У чвертьфіналі ця команда несподівано для багатьох перемогла фіналістів попереднього чемпіонату Європи — збірну Португалії з рахунком 3:2. Право на вихід до фіналу Німеччина завоювала, перемігши 25 червня завдяки голу Філіппа Лама на 90-й хвилині послаблену травмами та дискваліфікаціями провідних гравців збірну Туреччини з рахунком 3:2.

### Іспанія
Збірна Іспанії виступала у групі D разом зі збірними Греції, Швеції та Росії. На груповому етапі іспанська збірна впевнено перемогли Росію (4:1), завдяки голу у доданий час перемогли Швецію (2:1) та в матчі, що вже нічого не вирішував, здобули вольову перемогу над чемпіонами Європи 2004 року греками. У чвертьфіналі Іспанія та Італія закінчили основний та додатковий час з рахунком 0:0, в серії пенальті сильнішою виявилася Іспанія (4:2). До фіналу Іспанія вийшла, вдруге на турнірі з великим рахунком перемігши 26 червня збірну Росії з рахунком 3:0.

## Підсумок
Перші 10 хвилин матчу пройшли за переваги збірної Німеччини, проте вже на 14 хвилині відбувся перший небезпечний момент біля воріт Єнса Леманна: Метцельдер ледь не зрізав м'яч у власні ворота. В середині тайму Іспанія перехопила ініціативу, створивши кілька небезпечних моментів: Фернандо Торрес на 23-й хвилині влучив у стійку, а вже на 33-й хвилині забив єдиний гол у матчі. До перерви йшла гра переважно в центрі поля зі значною кількістю фолів з обох боків. На початку другого тайму обидві команди досить гостро атакували, але через впевнені дії Ікера Касільяса та Єнса Леманна забити жодній із команд не вдалося. В другій половині тайму Німеччина стала частіше переходити в масовану атаку, але захист збірної Іспанії не дозволив Німеччині забити гол у відповідь. Матч завершився з рахунком 1:0 на користь збірної Іспанії, яка стала дворазовим чемпіоном Європи та другою в історії командою, яка виграла всі матчі чемпіонату Європи.

## Деталі матчу
| 29.06.2008 20:45 |

| Німеччина | 0 – 1      | Іспанія    |
| --------- | ---------- | ---------- |
|           | (Протокол) | Торрес 33' |

| Ернст-Гаппель-Штадіон, Відень Глядачів: 51 428 Арбітр: Роберто Розетті |

| Німеччина | Іспанія |

| НІМЕЧЧИНА: |    |                      |     |     |
|            |    |                      |     |     |
| В          | 1  | Єнс Леманн           |     |     |
| ПЗ         | 3  | Арне Фрідріх         |     |     |
| ЦЗ         | 17 | Пер Мертезакер       |     |     |
| ЦЗ         | 21 | Крістоф Метцельдер   |     |     |
| ЛЗ         | 16 | Філіпп Лам           |     | 46' |
| ЦП         | 8  | Торстен Фрінгс       |     |     |
| ЦП         | 15 | Томас Гітцльшпергер  |     | 58' |
| ПКП        | 7  | Бастіан Швайнштайгер |     |     |
| АП         | 13 | Міхаель Баллак (c)   | 43' |     |
| ЛКП        | 20 | Лукас Подольскі      |     |     |
| Н          | 11 | Мірослав Клозе       |     | 79' |
| Заміни:    |    |                      |     |     |
| З          | 2  | Марсель Янсен        |     | 46' |
| Н          | 22 | Кевін Кураньї        | 88' | 58' |
| Н          | 9  | Маріо Гомес          |     | 79' |
| Тренер:    |    |                      |     |     |
| Йоахім Лев |    |                      |     |     |

| ІСПАНІЯ:      |    |                   |     |     |
|               |    |                   |     |     |
| В             | 1  | Ікер Касільяс (c) | 43' |     |
| ПЗ            | 15 | Серхіо Рамос      |     |     |
| ЦЗ            | 4  | Карлос Марчена    |     |     |
| ЦЗ            | 5  | Карлес Пуйоль     |     |     |
| ПЗ            | 11 | Жоан Капдевіла    |     |     |
| ОП            | 19 | Маркос Сенна      |     |     |
| ПП            | 6  | Андрес Іньєста    |     |     |
| ЦП            | 8  | Хаві Ернандес     |     |     |
| ЦП            | 10 | Сеск Фабрегас     |     | 63' |
| ЛП            | 21 | Давід Сільва      |     | 66' |
| Н             | 9  | Фернандо Торрес   | 74' | 78' |
| Заміни:       |    |                   |     |     |
| П             | 14 | Хабі Алонсо       |     | 63' |
| П             | 12 | Санті Касорла     |     | 66' |
| Н             | 17 | Дані Гуїса        |     | 78' |
| Тренер:       |    |                   |     |     |
| Луїс Арагонес |    |                   |     |     |

| Гравець матчу: Фернандо Торрес Асистенти арбітра: Алессандро Грізеллі Паоло Калканьйо Четвертий арбітр: Петер Фрейдфельдт |

### Статистика

#### Перший тайм
|                       | Німеччина | Іспанія |
| --------------------- | --------- | ------- |
| Голи                  | 0         | 1       |
| Удари по воротах      | 2         | 6       |
| Удари в площину воріт | 1         | 3       |
| Володіння м'ячем      | 48 %      | 52 %    |
| Кутові                | 4         | 3       |
| Порушено правила      | 10        | 9       |
| Офсайди               | 0         | 2       |
| Жовті картки          | 1         | 1       |
| Червоні картки        | 0         | 0       |

#### Другий тайм
|                       | Німеччина | Іспанія |
| --------------------- | --------- | ------- |
| Голи                  | 0         | 0       |
| Удари по воротах      | 2         | 7       |
| Удари в площину воріт | 0         | 4       |
| Володіння м'ячем      | 54 %      | 46 %    |
| Кутові                | 0         | 4       |
| Порушено правила      | 12        | 10      |
| Офсайди               | 5         | 2       |
| Жовті картки          | 1         | 1       |
| Червоні картки        | 0         | 0       |

#### Загалом
|                       | Німеччина | Іспанія |
| --------------------- | --------- | ------- |
| Голи                  | 0         | 1       |
| Удари по воротах      | 4         | 13      |
| Удари в площину воріт | 1         | 7       |
| Володіння м'ячем      | 52 %      | 48 %    |
| Кутові                | 4         | 7       |
| Порушено правила      | 22        | 19      |
| Офсайди               | 5         | 4       |
| Жовті картки          | 2         | 2       |
| Червоні картки        | 0         | 0       |